# الاتصالات السلكية واللاسلكية في إيطاليا

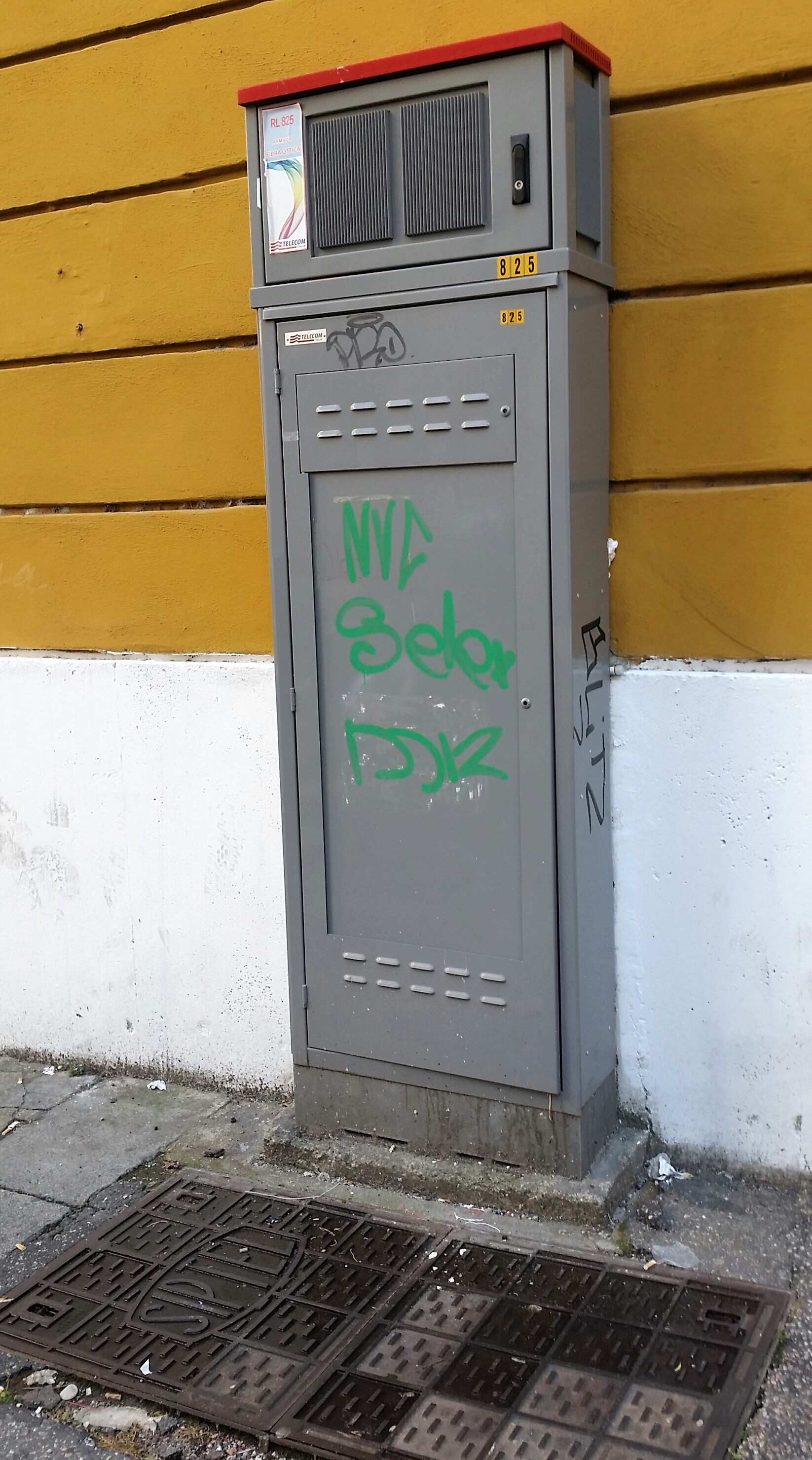
G.Fast Telecom Italia

الهواتف - الخطوط الرئيسية المستخدمة: 20.031 مليون (2008)
وايضا الهواتف الخلوية المتنقلة: تساوي88.58 مليون (2008)
نظام الهاتف: الحديثة، متطورة، سريع؛ وخدمات الهاتف الآلي والتلكس والبيانات بشكل كامل
منزلياً: كابل ذات قدرة عالية وجهاز راوتر لاسلكي ميكروويف راديو مكرر: المحطات الأرضية الساتلية - 3 إنتلسات (مع ما مجموعه 5 هوائيات - 3 للمحيط الأطلسي و 2 للمحيط الهندي) و 1 إنمارسات (منطقة المحيط الأطلسي) و نا يوتلسات؛ 21 كابلات بحرية. 
محطات الإذاعة: آم حوالي 100، FM حوالي 4,600، الموجات القصيرة 9 (1998)
أجهزة الراديو: 50.5 مليون (1997)
محطات البث التلفزيوني: 358 (بالإضافة إلى 4,728 مكررة) (1995)
أجهزة التلفزة: 30.5 مليون (1997)
مضيفات الإنترنت: 22.152 مليون (2009) 
مستخدموا الإنترنت: 24.992 مليون (2008) 
رمز البلد (نطاق المستوى الأعلى): .it 